# یواس‌اس فورمن (دی‌ئی-۶۳۳)
یواس‌اس فورمن (دی‌ئی-۶۳۳) (به انگلیسی: USS Foreman (DE-633)) یک کشتی بود که طول آن ۳۰۶ فوت (۹۳ متر) بود. این کشتی در سال ۱۹۴۳ ساخته شد.